# Copa Heineken 1996-97
La Copa de Campeones Europeos de Rugby 1996–97 fue la 2.ª edición de la máxima competición continental.

## Desarrollo
20 fueron los equipos participantes, divididos en 4 grupos de 5, para afrontar la primera fase de la competición, la fase de grupos. Tras las 5 jornadas correspondientes a esta primera fase, los 2 primeros de cada grupo disputaron los cuartos de final a partidos único, las semifinales y la final. 
Participaron en esta 2.ª edición del torneo 4 equipos franceses, 4 galeses, 3 irlandeses, 2 italianos y por primera vez también 4 ingleses y 3 escoceses.
Los 2 primeros equipos de cada grupo se clasificaron para cuartos de final, en los cuales los líderes de grupo jugaron como locales. Las semifinales se jugaron también el campo de los mejores clasificados en la fase de liguilla. La final se disputó el 25 de enero de 1997 en el estadio Arms Park de Cardiff ante más de 41.000 espectadores. Brive se coronó como segundo Campeón de Europa.

## Fase de grupos
| \| GRUPO 1 \| |                  |     |     |     |     |     |      |  |  |  |  |  |  |  |
|               | Equipo           | Pts | Jug | Gan | Emp | Per | +/-  |  |  |  |  |  |  |  |
| 1             | Dax              | 6   | 4   | 3   | 0   | 1   | +72  |  |  |  |  |  |  |  |
| 2             | Bath             | 6   | 4   | 3   | 0   | 1   | +48  |  |  |  |  |  |  |  |
| 3             | Pontypridd RFC   | 6   | 4   | 3   | 0   | 1   | +37  |  |  |  |  |  |  |  |
| 4             | Benetton Treviso | 2   | 4   | 1   | 0   | 3   | -29  |  |  |  |  |  |  |  |
| 5             | Edinburgh        | 0   | 4   | 0   | 0   | 4   | -128 |  |  |  |  |  |  |  |
|               |                  |     |     |     |     |     |      |  |  |  |  |  |  |  |
| GRUPO 1       |                  |     |     |     |     |     |      |  |  |  |  |  |  |  |

| GRUPO 1 |

| Jornada | _____Local_____ | Resultado | ___Visitante___ |
| ------- | --------------- | --------- | --------------- |
| 1       | Pontypridd      | 28-22     | Benetton        |
| 1       | Bath            | 55-26     | Edinburgh       |
| 2       | Edinburgh       | 10-32     | Pontypridd      |
| 2       | Benetton        | 14-34     | Dax             |
| 3       | Pontypridd      | 19-6      | Bath            |
| 3       | Dax             | 69-12     | Edinburgh       |
| 4       | Bath            | 25-16     | Dax             |
| 4       | Edinburgh       | 23-43     | Benetton        |
| 5       | Benetton        | 27-50     | Bath            |
| 5       | Dax             | 27-18     | Pontypridd      |

| \| GRUPO 2 \| |                  |     |     |     |     |     |     |  |  |  |  |  |  |  |
|               | Equipo           | Pts | Jug | Gan | Emp | Per | +/- |  |  |  |  |  |  |  |
| 1             | Leicester        | 8   | 4   | 4   | 0   | 0   | +71 |  |  |  |  |  |  |  |
| 2             | Llanelli RFC     | 4   | 4   | 2   | 0   | 2   | +16 |  |  |  |  |  |  |  |
| 3             | Leinster         | 4   | 4   | 2   | 0   | 2   | -23 |  |  |  |  |  |  |  |
| 4             | Pau              | 2   | 4   | 1   | 0   | 3   | +34 |  |  |  |  |  |  |  |
| 5             | Scottish Borders | 2   | 4   | 1   | 0   | 3   | -98 |  |  |  |  |  |  |  |
|               |                  |     |     |     |     |     |     |  |  |  |  |  |  |  |
| GRUPO 2       |                  |     |     |     |     |     |     |  |  |  |  |  |  |  |

| GRUPO 2 |

| Jornada | _____Local_____ | Resultado | ___Visitante___ |
| ------- | --------------- | --------- | --------------- |
| 1       | Llanelli        | 34-17     | Leinster        |
| 1       | Pau             | 85-28     | Borders         |
| 2       | Leinster        | 10-27     | Leicester       |
| 2       | Borders         | 24-16     | Llanelli        |
| 3       | Llanelli        | 31-15     | Pau             |
| 3       | Leicester       | 43-3      | Borders         |
| 4       | Borders         | 25-34     | Leinster        |
| 4       | Pau             | 14-19     | Leicester       |
| 5       | Leinster        | 25-23     | Pau             |
| 5       | Leicester       | 25-16     | Llanelli        |

| \| GRUPO 3 \| |                 |     |     |     |     |     |     |  |  |  |  |  |  |  |
|               | Equipo          | Pts | Jug | Gan | Emp | Per | +/- |  |  |  |  |  |  |  |
| 1             | Brive           | 8   | 4   | 4   | 0   | 0   | +41 |  |  |  |  |  |  |  |
| 2             | Harlequins      | 6   | 4   | 3   | 0   | 1   | +36 |  |  |  |  |  |  |  |
| 3             | Neath RFC       | 4   | 4   | 2   | 0   | 2   | -26 |  |  |  |  |  |  |  |
| 4             | Caledonia Rugby | 2   | 4   | 1   | 0   | 3   | -12 |  |  |  |  |  |  |  |
| 5             | Ulster          | 0   | 4   | 0   | 0   | 4   | -39 |  |  |  |  |  |  |  |
|               |                 |     |     |     |     |     |     |  |  |  |  |  |  |  |
| GRUPO 3       |                 |     |     |     |     |     |     |  |  |  |  |  |  |  |

| GRUPO 3 |

| Jornada | _____Local_____ | Resultado | ___Visitante___ |
| ------- | --------------- | --------- | --------------- |
| 1       | Brive           | 34-19     | Neath           |
| 1       | Caledonia       | 31-12     | Ulster          |
| 2       | Ulster          | 15-21     | Harlequins      |
| 2       | Neath           | 27-18     | Caledonia       |
| 3       | Harlequins      | 44-22     | Neath           |
| 3       | Caledonia       | 30-32     | Brive           |
| 4       | Neath           | 15-13     | Ulster          |
| 4       | Brive           | 23-10     | Harlequins      |
| 5       | Ulster          | 6-17      | Brive           |
| 5       | Harlequins      | 56-35     | Caledonia       |

| \| GRUPO 4 \| |                |     |     |     |     |     |     |  |  |  |  |  |  |  |
|               | Equipo         | Pts | Jug | Gan | Emp | Per | +/- |  |  |  |  |  |  |  |
| 1             | Cardiff RFC    | 6   | 4   | 3   | 0   | 1   | +38 |  |  |  |  |  |  |  |
| 2             | Toulouse       | 6   | 4   | 3   | 0   | 1   | +15 |  |  |  |  |  |  |  |
| 3             | London Wasps   | 4   | 4   | 2   | 0   | 2   | +41 |  |  |  |  |  |  |  |
| 4             | Munster        | 4   | 4   | 2   | 0   | 2   | -26 |  |  |  |  |  |  |  |
| 5             | Amatori Milano | 0   | 4   | 0   | 0   | 4   | -68 |  |  |  |  |  |  |  |
|               |                |     |     |     |     |     |     |  |  |  |  |  |  |  |
| GRUPO 4       |                |     |     |     |     |     |     |  |  |  |  |  |  |  |

| GRUPO 4 |

| Jornada | _____Local_____ | Resultado | ___Visitante___ |
| ------- | --------------- | --------- | --------------- |
| 1       | Munster         | 23-5      | Amatori Milano  |
| 1       | Wasps           | 24-26     | Cardiff         |
| 2       | Cardiff         | 48-18     | Munster         |
| 2       | Amatori Milano  | 26-44     | Toulouse        |
| 3       | Munster         | 49-22     | Wasps           |
| 3       | Toulouse        | 36-20     | Cardiff         |
| 4       | Wasps           | 77-17     | Toulouse        |
| 4       | Cardiff         | 41-19     | Amatori Milano  |
| 5       | Amatori Milano  | 23-33     | Wasps           |
| 5       | Toulouse        | 60-19     | Munster         |

## Fase final[1]
|  | Cuartos de final      | Cuartos de final | Cuartos de final      |           |                       | Semifinales | Semifinales | Semifinales |  |                    | Final | Final | Final |  |
|  |                       |                  |                       |           |                       |             |             |             |  |                    |       |       |       |  |
|  |                       |                  |                       |           |                       |             |             |             |  |                    |       |       |       |  |
|  | Bandera de Gales      | Cardiff          | 22                    |           |                       |             |             |             |  |                    |       |       |       |  |
|  | Bandera de Gales      | Cardiff          | 22                    |           |                       |             |             |             |  |                    |       |       |       |  |
|  | Bandera de Inglaterra | Bath             | 19                    |           |                       |             |             |             |  |                    |       |       |       |  |
|  | Bandera de Inglaterra | Bath             | 19                    |           | Bandera de Inglaterra | Leicester   | 32          |             |  |                    |       |       |       |  |
|  |                       |                  |                       |           | Bandera de Inglaterra | Leicester   | 32          |             |  |                    |       |       |       |  |
|  |                       |                  | Bandera de Francia    | Toulouse  | 11                    |             |             |             |  |                    |       |       |       |  |
|  | Bandera de Inglaterra | Leicester        | Bandera de Francia    | Toulouse  | 11                    | 23          |             |             |  |                    |       |       |       |  |
|  | Bandera de Inglaterra | Leicester        |                       |           |                       |             |             |             |  |                    |       |       |       |  |
|  | Bandera de Inglaterra | Harlequins       | 13                    |           |                       |             |             |             |  |                    |       |       |       |  |
|  | Bandera de Inglaterra | Harlequins       | 13                    |           |                       |             |             |             |  | Bandera de Francia | Brive | 28    |       |  |
|  |                       |                  |                       |           |                       |             |             |             |  | Bandera de Francia | Brive | 28    |       |  |
|  |                       |                  | Bandera de Inglaterra | Leicester | 9                     |             |             |             |  |                    |       |       |       |  |
|  | Bandera de Francia    | Dax              | Bandera de Inglaterra | Leicester | 9                     | 18          |             |             |  |                    |       |       |       |  |
|  | Bandera de Francia    | Dax              |                       |           |                       |             |             |             |  |                    |       |       |       |  |
|  | Bandera de Francia    | Toulouse         | 23                    |           |                       |             |             |             |  |                    |       |       |       |  |
|  | Bandera de Francia    | Toulouse         | 23                    |           | Bandera de Francia    | Brive       | 26          |             |  |                    |       |       |       |  |
|  |                       |                  |                       |           | Bandera de Francia    | Brive       | 26          |             |  |                    |       |       |       |  |
|  |                       |                  | Bandera de Gales      | Cardiff   | 13                    |             |             |             |  |                    |       |       |       |  |
|  | Bandera de Francia    | Brive            | Bandera de Gales      | Cardiff   | 13                    | 35          |             |             |  |                    |       |       |       |  |
|  | Bandera de Francia    | Brive            |                       |           |                       |             |             |             |  |                    |       |       |       |  |
|  | Bandera de Gales      | Llanelli         | 14                    |           |                       |             |             |             |  |                    |       |       |       |  |
|  | Bandera de Gales      | Llanelli         | 14                    |           |                       |             |             |             |  |                    |       |       |       |  |
|  |                       |                  |                       |           |                       |             |             |             |  |                    |       |       |       |  |

### Semifinales
| 4 de enero de 1997 | Leicester Tigers                                                            | 32 – 11 | Stade Toulousain                   | Welford Road Stadium, Leicester,                                  |                                                                   |
|                    | Tries Hackney Healey Garforth Back Conversiones Liley (3) Penales Liley (2) |         | Tries Marfaing Penales (2) Deylaud | Asistencia: 16.300 espectadores Árbitro(s): Jim Fleming (Escocia) | Asistencia: 16.300 espectadores Árbitro(s): Jim Fleming (Escocia) |

| 5 de enero de 1997 | CA Brive-Corrèze                                                        | 26 – 13 | Cardiff RFC                                                | Estadio Amédée Domenech, Brive-la-Gaillarde,                         |                                                                      |
|                    | Tries Duboisset Venditti Conversiones Lamaison (2) Penales Lamaison (4) |         | Tries Try penal Conversión J. Davies Penales (2) J. Davies | Asistencia: 14.000 espectadores Árbitro(s): Brian Stirling (Irlanda) | Asistencia: 14.000 espectadores Árbitro(s): Brian Stirling (Irlanda) |

### Final
| 25 de enero de 1997 | CA Brive-Corrèze                                                            | 28 – 9 | Leicester Tigers  | Cardiff Arms Park, Cardiff,                                     |                                                                 |
|                     | Tries Viars Fabre Carrat , Conversión Lamaison Penal Lamaison Drop Lamaison |        | Penales (3) Liley | Asistencia: 41.664 espectadores Árbitro(s): Derek Bevan (Gales) | Asistencia: 41.664 espectadores Árbitro(s): Derek Bevan (Gales) |

|                                                 |
| Campeón Club Athlétique Brive-Corrèze 1° Título |